# 김은호 (배우)
김은호(본명: 김민기, 1996년 9월 3일~)은 대한민국의 남자 배우이다.

## 드라마
- 2025년 KBS2 킥킥킥킥 - 강태호 역